# Medcities
Medcities es una red de ciudades costeras mediterráneas creada en Barcelona en 1991 bajo la iniciativa del Programa de Asistencia Técnica Medioambiental en el Mediterráneo (Mediterranean Environmental Technical Assistance Program o METAP, por sus siglas en inglés). El METAP, cuyo objetivo es la mejora medioambiental de la región mediterránea, fue establecido en 1990 por el Banco Mundial, el Banco Europeo de Inversiones y el Programa de las Naciones Unidas para el Desarrollo. Los objetivos de la red son fortalecer la capacidad de administración medioambiental de la administración local, a través la descentralización de actividades que requieran asistencia técnica, y también reforzar la concienciación sobre la interdependencia y la responsabilidad común con respecto a las políticas de conservación medioambiental urbana de la cuenca mediterránea.

## METAP
El METAP Programa de Asistencia Técnica Medioambiental en el Mediterráneo (Mediterranean Technical Assistance Program), fue establecido el 1990 por el Banco Mundial, el Banco Europeo de Inversiones y el Programa de las Naciones Unidas para el Desarrollo y tiene por objetivo la mejora medioambiental a la región mediterránea.

## Historia
La creación de Medcities fue una consecuencia del objetivo de METAP de fortalecer las acciones descentralizadas implicando la asistencia técnica como mejor medio de promover la concienciación sobre los problemas medioambientales urbanos, empleando estas acciones como un vehículo que permitas facultar a los municipios de países en desarrollo, hacia la administración de asuntos medioambientales urbanos. Medcities continúa ofreciendo este apoyo y, ha extendido sus actividades desde el entorno local inicial, al campo más amplio, del desarrollo local sostenible.

## Objetivos
La red Medcities, constituye una herramienta para fortalecer la capacidad de gestión ambiental y de desarrollo sostenible de la administración local, pero también es útil para identificar los ámbitos en que una activación común podría ser el medio más útil para mejorar las condiciones ambientales de la región. Los objetivos de la Red Medcities son los siguientes:
- - Reforzar la concienciación de la interdependencia y de la responsabilidad común en cuanto a las políticas de conservación medioambiental urbana a la cuenca mediterránea;
- - Reforzar el papel y los medios (capacidad institucional, financiera y técnica) de los municipios en la implementación de políticas locales por el desarrollo sostenible local.
- - Desarrollar la concienciación e implicación de los ciudadanos y consumidores en el desarrollo sostenible urbano;
- - Poner en marcha una política de cooperación directa para implementar la cooperación entre ciudades mediterráneas costeras.[3]

## Miembros
Inicialmente, la red estaba compuesta por una ciudad por país, con una preferencia por las ciudades diferentes de la capital. Posteriormente se llegó a un acuerdo para expandir la afiliación en dos ciudades por país, y Hoy
Medcities incluye 26 ciudades de países mediterráneos (aparte de Jordania):
- Aleppo
- Alejandría
- Ancona
- Ashdod
- Barcelona
- Bengasi
- Dubrovnik
- Lo Mina
- Gaza
- Metrópoli de Lyon
- Esmirna
- Làrnaca
- Latakia
- Limassol
- Marsella
- Orán
- Roma
- Sfax
- Silifke
- Sussa
- Tánger
- Tetuan
- Tesalónica
- Tirana
- Trípoli
- Zarqa

## Organización
Asamblea general: Es el órgano supremo de la Asociación, y forman parte la totalidad de sus miembros. Se tiene que convocar al menos una vez cada tres años, y se puede pronunciar tanto sobre los asuntos comprendidos en la orden del día propuesto por la junta, como en varios otros asuntos. Elige al Presidente y a los miembros de la Junta (o Consejo).
Junta: la Asociación se rige por un Consejo de 5 a 9 miembros: el presidente, el secretario general y de tres a siete miembros. Se reúne al menos una vez al año.
Presidencia: El Presidente representa la Asociación en todos los actos de la vida civil,  estando investido con todos los poderes a tal efecto. El mandato del Presidente cubre el periodo desde una Asamblea General a la otra.La Asociación ha sido presidida por Barcelona, Marsella, Tánger, Limassol y Roma (en la actualidad).
Secretaría general: Es un órgano administrativo que ayuda tanto al Presidente de la Asociación como la Junta en sus tareas respectivas, gestionado por un Secretario General. Se encarga de la gestión de la red, de la identificación de las necesidades de las ciudades, representando la red Medcities en acontecimientos internacionales (junto con las ciudades miembros), asegurando la coordinación técnica y financiera, la preparación y el seguimiento de los proyectos sobre el terreno, la organización de la Asamblea General, las reuniones de la Junta y la publicación del material de las presentaciones. La Secretaría General tiene un mandato de cuatro años, pudiendo ser reelegida. Limassol, Marsella y Barcelona (en la actualidad) han llevado a cabo la función de Secretaría General.

## Actividades de la red

### Actividades institucionales
Medcities se constituye como una herramienta para reforzar la capacidad de gestión ambiental de las administraciones locales. La red identifica áreas en las acciones conjuntas podrían contribuir a mejorar las condiciones ambientales de la región. El objetivo clave de Medcities consiste al #promover el desarrollo urbano sostenible como política general a la Mediterránea. Para tal efecto, participa al Plan de Acción Mediterráneo de las Naciones y forma parte de la Comisión por el Desarrollo Sostenible dentro del área del Gobierno Local. Medcities es también miembro del comité de gobierno de la Campaña Europea para Ciudades y Pueblos Sostenibles y del "Grupo de Trabajo Mediterráneo de la Unión de Ciudades y Gobiernos Locales".

### Actividades operacionales
El procedimiento de funcionamiento normal de la red se basa en planes ambientales de mediano plazo y en auditorías ambientales, seguido de programas específicos para perseguir las prioridades que se hayan ido identificando. Los expertos de las ciudades norteñas participan en el desarrollo de estos programas, y estas ciudades proporcionan financiación para la mitad del coste de la obra de estos expertos, y el resto financiado por las organizaciones METAP (Unión Europea, Banco Mundial, UNDP) y las agencias de cooperación de los países desarrollados. También se ofrece formación a través de seminarios, visitas de los técnicos, manuales de formación y exposiciones. Medcities publica un boletín interno que proporciona información sobre las medidas adoptadas por las diferentes ciudades y las propias actividades de la red

## Áreas de intervención
- Gobierno, apoyo institucional, finanzas locales;
- Desarrollo y planificación urbanos;
- Entorno y administración de riesgo (residuos, calidad del agua, calidad del aire y movilidad, ).

## Proyectos realizados
- “Urban air quality improvement trough air quality and mobility plan and the institutional strengthens of local administration donde air quality” (“Mejora de la calidad del aire urbano mediante el plan de calidad del aire y de movilidad y el fortalecimiento institucional de la administración local sobre la calidad del aire”), con la participación de Barcelona, Làrnaca, Limassol, Tetuan y Al Fayhaa.
- “Urban mobility plan” (“Pla de movilidad urbana”) a Sussa.
- “Regional solid waste management” (“Administración regional de residuos sólidos ”) a Mashriq y países del Magreb.
- “Local Sustainable Development Networking" (“Red por el desarrollo sostenible local ").
- “ICZM – Integrated Coastal Zone Management" (”Administración de Zona Costera integrada” ), cofinanciado por el programa SMAP de la UE.[7]